# Jean-Louis Tournadre

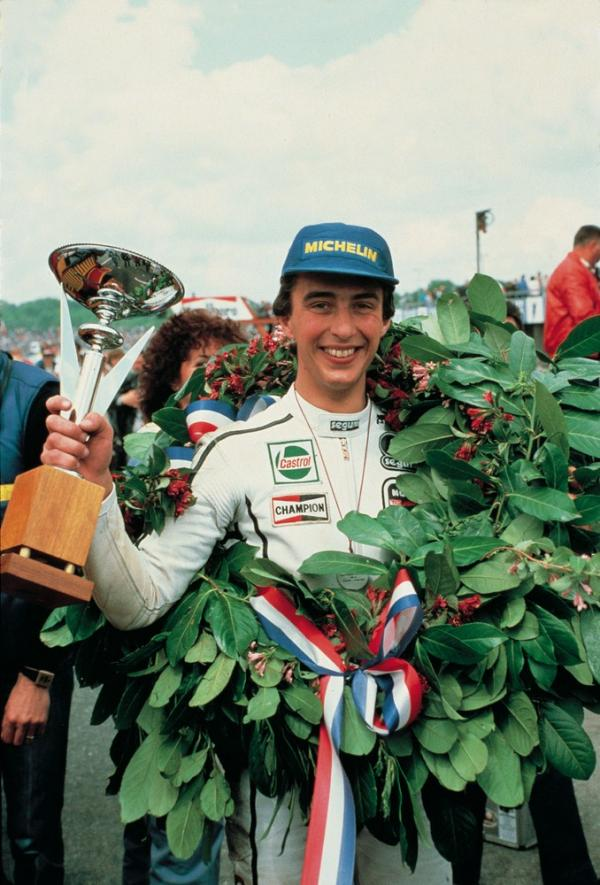
Jean-Louis Tournadre

Jean-Louis Tournadre (Clermont-Ferrand, 17 november 1958) is een voormalig Frans motorcoureur.
In het seizoen 1982 won hij op Yamaha de wereldtitel in de 250 cc-klasse van het wereldkampioenschap wegrace en werd daarmee de eerste Franse wereldkampioen in de geschiedenis van het FIM-kampioenschap. 

## Carrière
Tournadre debuteerde in het seizoen 1980 in het wereldkampioenschap wegrace, zowel in de 250- als de 350cc-klasse. Hij scoorde zijn eerste punten in de Britse GP van 1980, waar hij in de 350cc-race negende werd. In het seizoen 1981 stond hij voor het eerst op het podium: in de GP van Tsjecho-Slowakije werd hij derde en hij sloot het 250cc-seizoen af als zevende. 

### 1982
Bij aanvang van het seizoen 1982 was vriend en vijand ervan overtuigd dat Toni Mang (Kawasaki) met gemak wereldkampioen zou worden. In 1981 had hij dat met 65 punten verschil gedaan. Mang boycotte (net als bijna alle topcoureurs) de Franse Grand Prix op Nogaro vanwege de slechte staat van circuit en rennerskwartier. Privérijders, zeker de Franse, startten wel, net als Jean-François Baldé, die vond dat hij als Fransman niet kon weigeren. Tegen het einde van de race reed Baldé op kop, voor Tournadre. Baldé wilde deze race zonder tegenstand echter niet winnen en liet Tournadre voorgaan. Tijdens de GP van Spanje viel Tournadre door een fout terug naar het achterveld, maar hij knokte zich naar voren en werd tweede achter Carlos Lavado, maar voor Toni Mang, die worstelde met de afstelling van zijn Kawasaki KR 250. Mang won de GP des Nations, maar Tournadre werd daar derde. Tijdens de TT van Assen won Mang voor Tournadre. In de GP van België liep Tournadre voor het eerst schade op, toen hij van de vijfde rij moest starten en uiteindelijk zesde werd. Mang won en nam voor het eerst de leiding in de WK-stand, met slechts een punt verschil. In de GP van Joegoslavië werd dat hersteld: Tournadre werd derde, maar Mang werd door Carlos Lavado van de baan gereden en viel. In de Britse Grand Prix werd Mang tweede, Tournadre derde en in de GP van Zweden werden ze tweede en vierde. In de Finse Grand Prix reden ze allebei tegenvallend: Mang werd slechts zesde en Tournadre zevende. Mang naderde Tournadre weer tot twee punten. In de GP van Tsjecho-Slowakije waren alle ogen gericht op het duel Tournadre-Mang. In de zevende ronde bevonden zij zich in een groepje met Sito Pons en Martin Wimmer. Tournadre beperkte zich zoals meestal tot het volgen van Mang. Hij moest ook behoedzaam met zijn materiaal omgaan, want als privérijder moest hij dat zelf betalen. Mang koos de aanval op Pons, maar verremde zich en werd slechts achtste. Pas in de laatste ronde verschalkte Tournadre Martin Wimmer om tweede te worden achter Carlos Lavado, die ver vooruit reed. Mang won de GP van San Marino, maar Tournadre werd tweede. Daardoor behield hij acht punten voorsprong op Mang. Mang moest nu de Duitse Grand Prix op de Hockenheimring winnen en Tournadre mocht niet hoger eindigen dan de vijfde plaats. Tournadre kwalificeerde zich slecht (twaalfde) en zijn privé-Yamaha TZ 250 had niet de snelheid die op de Hockenheimring nodig was. Terwijl Mang in de kopgroep reed, zat Tournadre in de tweede groep, ernstig gehinderd door Manfred Herweh, die hem soms zelfs bijna van de baan duwde. In die groep zaten echter ook Christian Estrosi en Patrick Fernandez, die Tournadre juist wilden helpen. Zij verhinderden verdere aanvallen van Herweh en zorgden er ook voor om achter Tournadre te finishen. Zo werd Tournadre vierde en daardoor wereldkampioen met een punt verschil. De geste van Baldé in de eerste race was dus erg belangrijk geweest. Zonder deze drie extra punten was Toni Mang (nota bene teamgenoot van Baldé) wereldkampioen geworden. 

#### Puntenverloop Tournadre-Mang
| Punten na            | FRA | SPA | NAT | NED | BEL | JOE | GBR | ZWE | FIN | TSJ | SMR | DUI |
| -------------------- | --- | --- | --- | --- | --- | --- | --- | --- | --- | --- | --- | --- |
| Jean-Louis Tournadre | 15  | 27  | 37  | 49  | 54  | 64  | 74  | 82  | 86  | 98  | 110 | 118 |
| Toni Mang            | 0   | 10  | 25  | 40  | 55  | 55  | 67  | 79  | 84  | 87  | 102 | 117 |
| Verschil             | -15 | -17 | -12 | -9  | +1  | -9  | -7  | -3  | -2  | -11 | -8  | -1  |

## Latere carrière
In het seizoen 1983 wilde Tournadre eigenlijk in de 500cc-klasse starten, maar de Franse Honda-importeur gaf zijn Honda RS 500 aan Raymond Roche. Tournadre werd opgenomen in het team van Yamaha-importeur Sonauto en startte toch weer in de 250cc-klasse. Het werd echter een zeer teleurstellend seizoen, waarin hij slechts twee keer - buiten de punten - de finish haalde. Tijdens de GP van Joegoslavië brak hij een sleutelbeen, waardoor hij ook enkele wedstrijden moest overslaan. Eind 1983 beëindigde hij zijn carrière.
In het seizoen 1986 keerde hij terug, maar opnieuw scoorde hij geen punten. Daarna reed hij in 1988 nog een enkele wedstrijd in het wereldkampioenschap superbike, waarin hij in beide manches 26e werd.

## Wereldkampioenschap wegrace resultaten
Puntentelling 1969-1987
|         | 1e | 2e | 3e | 4e | 5e | 6e | 7e | 8e | 9e | 10e |
| Punten: | 15 | 12 | 10 | 8  | 6  | 5  | 4  | 3  | 2  | 1   |

(Races in cursief geven de snelste ronde aan)
| Jaar | Klasse | Team    | Motorfiets           | 1       | 2       | 3       | 4       | 5       | 6       | 7       | 8       | 9       | 10      | 11      | 12    | 13    | 14    | Punten | Plaats | Winst |                                           | Wereldkampioen |
| ---- | ------ | ------- | -------------------- | ------- | ------- | ------- | ------- | ------- | ------- | ------- | ------- | ------- | ------- | ------- | ----- | ----- | ----- | ------ | ------ | ----- | ----------------------------------------- | -------------- |
| 1980 | 250 cc | Privé   | Yamaha TZ 250        | NAT -   | SPA 14  | FRA -   | JOE -   | NED DNF | BEL DNQ | FIN -   | GBR DNF | TSL 10  | DUI -   |         |       |       |       | 1      | 37e    | 0     | Toni Mang, Krauser-Kawasaki KR 250        |                |
| 1980 | 350 cc | Privé   | Bimota-Yamaha TZ 350 | NAT -   |         | FRA -   |         | NED DNF |         |         | GBR 9   | TSL -   | DUI 8   |         |       |       |       | 5      | 20e    | 0     | Jon Ekerold, Bimota-Yamaha TZ 250         |                |
| 1981 | 250 cc | Privé   | Bimota-Yamaha TZ 250 | ARG -   |         | DUI DNF | NAT -   | FRA DNF | SPA 16  |         | NED -   | BEL 6   | SMR 6   | GBR -   | FIN 4 | ZWE 5 | TSL 3 | 34     | 7e     | 0     | Toni Mang, Kawasaki KR 250                |                |
| 1982 | 250 cc | Privé   | Yamaha TZ 250        |         |         | FRA 1   | SPA 2   | NAT 3   | NED 2   | BEL 6   | JOE 3   | GBR 3   | ZWE 4   | FIN 7   | TSL 2 | SMR 2 | DUI 4 | 118    | 1e     | 1     | Jean-Louis Tournadre, Yamaha TZ 250       |                |
| 1983 | 250 cc | Sonauto | Yamaha TZ 250        | ZAF DNF | FRA DNF | NAT DNF | DUI 14  | SPA 11  | OOS DNF | JOE DNF | NED DNS | BEL DNS | GBR DNF | ZWE DNF |       |       |       | 0      | -      | 0     | Carlos Lavado, Venemotos-Yamaha TZ 250    |                |
| 1986 | 250 cc | Privé   | Yamaha TZ 250        | SPA DNF | NAT DNF | DUI DNF | OOS DNF | JOE DNF | NED -   | BEL DNS | FRA DNS | GBR DNF | ZWE DNF | SMR 16  |       |       |       | 0      | -      | 0     | Carlos Lavado, HB-Venemotos-Yamaha TZ 250 |                |